# My Body, the Hand Grenade
My Body, the Hand Grenade är ett samlingsalbum av den amerikanska rockgruppen Hole från 1997. Det innehåller b-sidor, demoinspelningar, livelåtar och tidigare outgivnet material.

## Låtlista
| Nr  | Titel                                                    | Kompositör                  | Längd |
| --- | -------------------------------------------------------- | --------------------------- | ----- |
| 1.  | Turpentine                                               | Love, Erlandson             | 4:00  |
| 2.  | Phonebill Song                                           | Love, Erlandson             | 1:48  |
| 3.  | Retard Girl                                              | Love                        | 4:46  |
| 4.  | Burn Black                                               | Love, Erlandson             | 4:56  |
| 5.  | Dicknail                                                 | Love, Erlandson             | 3:40  |
| 6.  | Beautiful Son                                            | Love, Erlandson, Schemel    | 2:30  |
| 7.  | 20 Years in the Dakota                                   | Love, Erlandson, Schemel    | 2:54  |
| 8.  | Miss World (demoinspelning)                              | Love, Erlandson             | 3:29  |
| 9.  | Old Age                                                  | Love, Cobain                | 4:23  |
| 10. | Softer, Softest (från MTV Unplugged)                     | Love, Erlandson             | 3:47  |
| 11. | He Hit Me (And It Felt Like a Kiss) (från MTV Unplugged) | Carole King, Gerry Goffin   | 3:44  |
| 12. | Season of the Witch (från MTV Unplugged)                 | Donovan Leitch              | 3:42  |
| 13. | Drown Soda (live)                                        | Erlandson, Love, Emery, Rue | 6:10  |
| 14. | Asking for It (live)                                     | Love, Erlandson             | 3:58  |